# 近平奈緒子
近平 奈緒子（ちかひら なおこ、1993年11月28日 - ）は愛媛県松山市出身の元女子バスケットボール選手である。ポジションはセンター／フォワード。

## 人物
愛南町立平城小でバスケットボールを始める。松山市立南第二中学校を経て聖カタリナ女子高校に進学し、在学中、年代別日本代表に選出されU-17世界選手権で5位、第1回3×3ユース世界選手権で3位となる。
2012年、シャンソンVマジックに入団。2017年、アイシン ウィングスに移籍。
2022年引退。

## 経歴
- 聖カタリナ女子高校 - シャンソン化粧品（2012年〜2017年） - アイシン（2017年～2022年）

## 日本代表歴
- 第1回U-17世界選手権
- 第1回3×3ユース世界選手権